# Teatro del Silenzio
Ne doit pas être confondu avec Théâtre du Silence.
Le Teatro del Silenzio a été construit à Lajatico (Toscane) à la suite de la demande d'Andrea Bocelli. 
Il reste silencieux toute l'année à l'exception du 6 juillet, où chaque année ce dernier se donne en spectacle,.

## Concerts
Le concert inaugural a eu lieu le 27 juillet 2006 et s'est déroulé devant plus de cinq mille personnes.
Participants
- Andrea Bocelli (ténor)
- Paola Sanguinetti (soprano)
- Gianfranco Montresor (baryton)
- Chœur Pisana
- Orchestre Filarmonica Italiana di Piacenza [4]
- Marcello Rota (chef d'orchestre)